# Ramón Emeterio Betances
Ramón Emeterio Betances y Alacán (Cabo Rojo, Puerto Rico, 8 de abril de 1827 – Neuilly-sur-Seine, Île-de-France, Francia, 16 de noviembre de 1898) fue un médico, revolucionario y prócer puertorriqueño. Fue el principal artífice de la insurrección armada conocida como el Grito de Lares y es considerado el padre del movimiento de la libertad puertorriqueña. Dado un movimiento de libertad creciente entre los puertorriqueños, Betances es también considerado el "Padre de la Patria" (puertorriqueña). Por sus obras de caridad a favor de los necesitados, también llegó a ser conocido como el "Médico de los Pobres". Fue uno de los fundadores de la medicina académica en Puerto Rico y uno de sus primeros higienistas sociales. Practicó con éxito la cirugía y la oftalmología. Fue también  diplomático, administrador de salud pública, poeta y novelista. Sirvió como representante y contacto para Cuba y la República Dominicana en París.
Seguidor de la masonería, su activismo social y político estuvo profundamente influenciado por las creencias filosóficas de este grupo. Sus relaciones personales y profesionales (así como la estructura organizacional detrás del Grito de Lares, un evento que, en teoría, choca con las creencias masónicas tradicionales) estuvieron basadas en sus relaciones con los masones, su estructura jerárquica, ritos y signos.

## Ascendencia
Betances nació en Cabo Rojo, Puerto Rico, en el edificio que hoy alberga la "Logia Cuna de Betances". Sus padres eran Felipe Betances Ponce, un comerciante nacido en la Capitanía General de Santo Domingo (actual República Dominicana; el apellido Betanzos se transformó en Betances mientras la familia residió allí) [cita requerida], y María del Carmen Alacán de Montalvo, una nativa de Cabo Rojo con ascendencia francesa. Se casaron en 1812.
Betances afirmó en vida que un pariente suyo, Pedro Betances, se había rebelado contra el gobierno español de Santo Domingo en 1808 y fue torturado, ejecutado, y su cuerpo quemado y expuesto ante el pueblo para disuadir a éste de nuevos intentos. Mientras tanto, el padre de Alacán, un marinero, lideró un grupo de voluntarios que trató de apresar a Roberto Cofresí. Betances fue el cuarto de seis hijos; el mayor de los cuales moriría al poco tiempo de haber nacido; Betances fue el único varón entre los hermanos sobrevivientes. La familia fue descrita como multirracial en los registros de su tiempo. Su madre murió en 1837, cuando él tenía nueve años, y su padre se casó nuevamente en 1839; los cinco hijos que tuvo con María del Carmen Torres Pagán incluyeron al medio hermano de Ramón, Felipe Adolfo, quien no se involucró en política (de acuerdo con Ramón) pero fue arrestado de todas maneras luego del Grito de Lares años después.
Su padre finalmente compró la Hacienda Carmen en lo que más tarde se convertiría en el pueblo cercano de Hormigueros, y llegó a ser un rico terrateniente. Poseía 200 acres (0,8 km²) de tierra, un pequeño ingenio azucarero, y algunos esclavos, quienes compartían sus deberes con trabajadores libres. Se especula que posteriormente liberó a sus esclavos, persuadido por su hijo Ramón.

## Primeros años en Francia

### Educación primaria
El joven Betances recibió su educación primaria de tutores privados contratados por su padre, un masón que poseía la biblioteca privada más grande en la ciudad. La actitud de sus padres hacia la religión y la autoridad civil dio forma a sus creencias personales en ambas materias. Su padre lo enviaría finalmente a Francia, a estudiar al entonces llamado "Collège Royal" (luego renombrado Lycée Pierre de Fermat) en Toulouse cuando tenía diez años. Una familia franco-puertorriqueña, Jacques Maurice Prévost y María Cavalliery Bey (que también era nacida en Cabo Rojo) fueron nombrados sus tutores. Prévost abrió una farmacia en Mayagüez, pero fue forzado a regresar a Francia (particularmente a su pueblo natal, Grisolles) por no haber terminado sus estudios en farmacia. Se especula también que Prévost era masón, como lo era el padre de Betances.
Betances acompañó a la pareja Prévost en su regreso a su país, y estaría bajo su tutela indirecta mientras asistía al colegio. Mostró interés natural en las ciencias exactas rápidamente, y también llegó a ser un buen esgrimidor.

### "Blanqueamiento" legal de la familia
Mientras Ramón estaba en Francia, su padre buscó mover el registro de la familia de la clasificación de "mezcla racial" a la de "blanca" (caucásica) en la clasificación de familias en Cabo Rojo. El proceso, cuando era exitoso, concedía al solicitante mayores derechos legales y de propiedad para él y para su familia, y era necesario para permitir a su hija, Ana María, casarse con José Tío, quien era caucásico. En el caso del padre de Betances, el proceso duró dos años, y fue formalizado en 1840, pero no antes de tener que exponer el linaje de la familia y sus afiliaciones religiosas al público en general, algo que los avergonzó a todos. Betances estaba considerablemente molesto por toda la ordalía, dado que él era el primero en reconocer que él y toda su familia no eran "blancuzcos" (término legal) sino más bien "prietuzcos" (como se mofaba del asunto en sus cartas). Para él, el procedimiento apestaba a hipocresía.

### Estudios de medicina

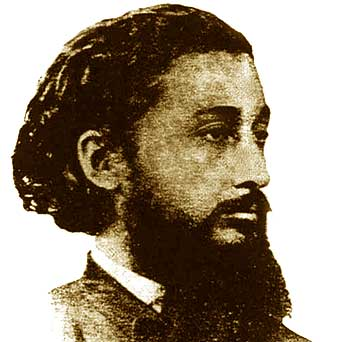
Un Ramón Betances más joven

En 1846, Betances obtuvo su baccalauréat (diploma de bachillerato). Luego de unas vacaciones extendidas en Puerto Rico, fue a estudiar medicina en la Facultad de Medicina de París de 1848 a 1855, con un pequeño interludio en la Facultad de Medicina de Montpellier para ver cursos específicos en el verano de 1852.
Al momento de su llegada a París, Betances fue testigo de las secuelas de la Revolución de 1848 y su reacción, el levantamiento de las Jornadas de Junio, que habían ocurrido ese año. Sus visiones políticas futuras fueron directamente formadas por lo que vio y experimentó en ese tiempo. Se consideró a sí mismo "un viejo soldado de la República Francesa". Inspirado por la proclamación de la 2e République, rechazó las aspiraciones puertorriqueñas de autonomía (buscada desde España por políticos puertorriqueños desde 1810) en favor de la independencia de Puerto Rico.
En enero de 1855 defendió su tesis doctoral sobre las causas del aborto. En 1856, se graduó con los títulos de doctor en Medicina y cirujano. Fue el segundo puertorriqueño en graduarse de la Universidad (después de Pedro Gerónimo Goyco, un futuro líder político nativo de Mayagüez quien finalmente interactuaría con Betances cuando ambos regresaron a Puerto Rico). Entre los profesores de Betances estuvieron: Charles-Adolphe Wurtz, Jean Cruveilhier, Jean-Baptiste Bouillaud, Armand Trousseau, Alfred-Armand-Louis-Marie Velpeau y Auguste Nélaton.
Además de su dedicación al estudio de la medicina, Betances no descuidó las letras publicando ensayos y varias novelas. De otra parte, participó junto a Alejandro Tapia y Rivera, Román Baldorioty de Castro, José Julián Acosta y Segundo Ruiz Belvís en la Sociedad Recolectora de documentos históricos de la Isla de San Juan Bautista de 1851 cuyos trabajos culminaron en la creación de la Biblioteca Histórica de Puerto Rico.

### Muerte de su padre y problemas económicos de la familia
Mientras Betances estudiaba medicina en Francia, su padre murió (en agosto de 1854) y su hermana Ana María se vería obligada a hacerse cargo de la administración de la Hacienda Carmen. Para 1857 los herederos fueron obligados a entregar el resultado de la operación al holding dirigido por Guillermo Schroeder.

## Primer regreso a Puerto Rico

### Epidemia de cólera de 1856
Luego de terminar sus estudios, regresó a Puerto Rico y revalidó su título de médico cirujano el 15 de abril de 1856. En ese tiempo una epidemia de cólera se estaba expandiendo a través de la isla. La epidemia llegó hasta la costa oeste de Puerto Rico en julio de 1856, y afectó a la ciudad de Mayagüez de forma particularmente fuerte. Para entonces, Betances era uno de los cinco doctores que tendrían que cuidar a 24 000 residentes. Él y el Dr. José Francisco Basora (quienes se hicieron amigos de por vida y colegas desde ese momento) alertarían al gobierno de la ciudad y presionarían a sus dirigentes para que se tomaran acciones preventivas.
Un fondo de subscripción de emergencia estaba establecido por algunos de los habitantes más adinerados de la ciudad. Betances y Basora habían incendiado los cuarteles de esclavos antihigiénicos de la ciudad y establecido un campamento temporal para sus habitantes. Un gran espacio en una esquina de la ciudad fue destinado para un cementerio suplementario, y Betances estableció y administró un hospital temporal cerca a este (el cual más tarde alojó una estructura permanente y se convirtió en el Hospital San Antonio, el hospital municipal de Mayagüez, que todavía sirve a la ciudad). Sin embargo, la epidemia golpeó la ciudad poco después; la madrastra de Betances y uno de sus hermanastros morirían a causa de la misma. Para octubre de 1856 Betances tendría que cuidar de toda la operación por su cuenta temporalmente.
En ese tiempo, tuvo su primera confrontación con las autoridades españolas, dado que Betances le daba la prioridad más baja al tratamiento médico de los militares y oficiales españoles que eran afectados por la enfermedad (ellos exigían tratamiento preferencial e inmediato, y él abiertamente se lo negaba). Por su trabajo duro para salvar muchos puertorriqueños de los estragos de la epidemia de cólera de 1856, Betances fue elogiado por el gobierno de la ciudad. Sin embargo, cuando el gobierno central estableció una oficina de Cirujano en Jefe para la ciudad, Betances (quien ejercía como cirujano en jefe) fue pasado por alto, en favor de un recién llegado español.
Basora y Betances fueron finalmente honrados con calles nombradas en su honor en la ciudad de Mayagüez. La vía pública principal que cruza la ciudad de norte a sur está nombrada en honor a Betances; una calle que conecta el centro de la ciudad con el Recinto Universitario de Mayagüez está nombrada en honor al Dr. Basora.

## Exilio y regreso a Puerto Rico

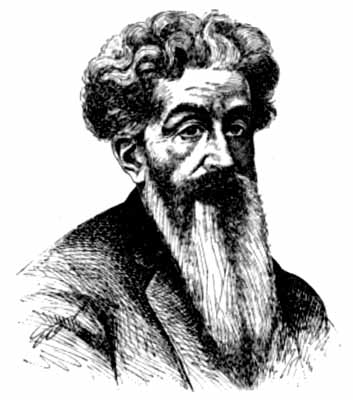
Dr. Ramón Emeterio Betances

### Abolicionista
Betances creía en la abolición de la esclavitud, inspirado no solo por los trabajos escritos de Victor Schoelcher, John Brown, Lamartine y Tapia, sino también por su experiencia personal, basado en lo que vio en la granja de su padre y en la vida diaria puertorriqueña. Basado en sus creencias, fundó una organización cívica en 1856, una de muchas otras que luego fueron llamadas las Sociedades Abolicionistas Secretas por los historiadores. Se conoce poco de ellas dada su naturaleza clandestina, pero Betances y Salvador Brau (un amigo cercano que luego llegó a ser el historiador oficial de Puerto Rico) las describen en sus escritos. Algunas de estas sociedades buscaban la libertad y el paso libre de cimarrones de Puerto Rico a países donde la esclavitud ya había sido abolida; otras sociedades buscaban liberar tantos esclavos como fuera posible comprando su libertad.
El objetivo de la sociedad que fundó Betances en particular era liberar niños que eran esclavos, tomando ventaja de su necesidad de recibir el sacramento del bautismo en la iglesia Nuestra Señora de la Candelaria, que se conoce ahora como la Catedral Nuestra Señora de la Candelaria en la ciudad de Mayagüez. Dado que comprar la libertad de niños esclavos costaba 50 pesos si el niño había sido bautizado, y 25 pesos si no, Betances, Basora, Segundo Ruiz Belvís y otros miembros de la sociedad permanecían junto a la pila bautismal los domingos, esperando que un amo llevara a una familia esclava a bautizar a su niño. Antes de que el niño fuera bautizado, Betances o sus socios le daban dinero a los padres, que lo usaban para comprar la libertad del niño a su amo. El niño, una vez liberado, era bautizado minutos después. Esta acción fue descrita luego como hacer que el niño recibiera las "aguas de libertad". Eventos similares ocurrieron en la ciudad de Ponce.
La pila bautismal donde estos bautismos eran hechos todavía existe, y es propiedad de una familia local de comerciantes, la familia Del Moral, que la conserva en su casa de Mayagüez.

### La vièrge de Boriquén(La Virgen de Boriquén)
El gobernador español de Puerto Rico Fernando Cotoner, amenazó a Betances con el exilio en 1858 por sus tácticas abolicionistas. Betances tomó un receso de sus labores como director del hospital local y de nuevo dejó Puerto Rico y fue a Francia, seguido por Basora. Pronto, su media hermana Clara y su esposo, Justin Henri, también se irían a París con su sobrina, María del Carmen Henri.
María del Carmen, apodada Lita, nació en 1838. Había conocido a Betances cuando tenía 10 años, y Betances le tomó cariño instantáneamente. Una vez que regresó a Puerto Rico de sus estudios en medicina él solicitó los permisos eclesiásticos necesarios para casarse con ella (debido al grado de consanguinidad entre ellos), que le fueron otorgados en Roma (por entonces parte de los Estados Pontificios) luego de un periodo extendido. Su matrimonio estaba programado para el 5 de mayo de 1859 en París, pero Lita cayó enferma de tifo y murió en la casa de Mennecy del Dr. Pierre Lamire, un amigo de escuela médica de Betances, el 22 de abril de 1859 (el Viernes Santo de ese año).
Betances estaba sicológicamente devastado por la muerte de Lita. Acompañado por su hermana, cuñado, amigos locales y unos pocos amigos puertorriqueños que residían en París en ese tiempo (entre ellos Basora, Francisco Oller y otro nativo de Cabo Rojo, el futuro líder político Salvador Carbonell y del Toro), Betances enterró a Lita el 25 de abril. Su cuerpo luego fue enterrado en Mayagüez en noviembre 13 de ese año. Salvador Brau y Asencio, un historiador y amigo cercano (también nativo de Cabo Rojo), escribió luego que una vez que Betances regresó a Puerto Rico con el cuerpo de Lita suspendió todas sus actividades personales aparte de su trabajo médico, gastó una cantidad considerable de tiempo cuidando de su tumba en el cementerio de Mayagüez, y asumió el aspecto físico con el que la mayoría de la gente lo identifica: traje oscuro, barba larga despeinada, y sombrero "cuáquero".
Betances se sumergió en su trabajo, pero luego encontró tiempo para escribir una historia corta en francés, La Vierge de Boriquén (La Virgen de Boriquén), inspirado en su amor por Lita y su posterior muerte, y de algún modo influenciado por el estilo de escritura de Edgar Allan Poe. Cayetano Coll y Toste luego describió la historia de Lita y Betances en el relato La Novia de Betances, de su libro "Leyendas y Tradiciones Puertorriqueñas".

### Regreso a Mayagüez y segundo exilio

#### Doctor y cirujano
Luego de regresar a Puerto Rico en 1859, Betances estableció una práctica muy exitosa de cirugía y oftalmología en Mayagüez. Incluso enemigos políticos aguerridos como el periodista español pro-monarquía José Pérez Morís consideraban a Betances como el mejor cirujano en Puerto Rico en ese tiempo. Su buena reputación en Puerto Rico sobreviviría su estadía en la nación insular por muchos años. En 1895, mientras Betances vivía en París, los manufactureros de la Emulsión de Scott (un producto de aceite de hígado de bacalao que es todavía vendido hoy, manufacturado por GlaxoSmithKline en los tiempos modernos), pagaron a Betances para que apareciera en anuncios en revistas en español y periódicos por toda la ciudad de Nueva York y el Caribe, basados en su sólida reputación como doctor.

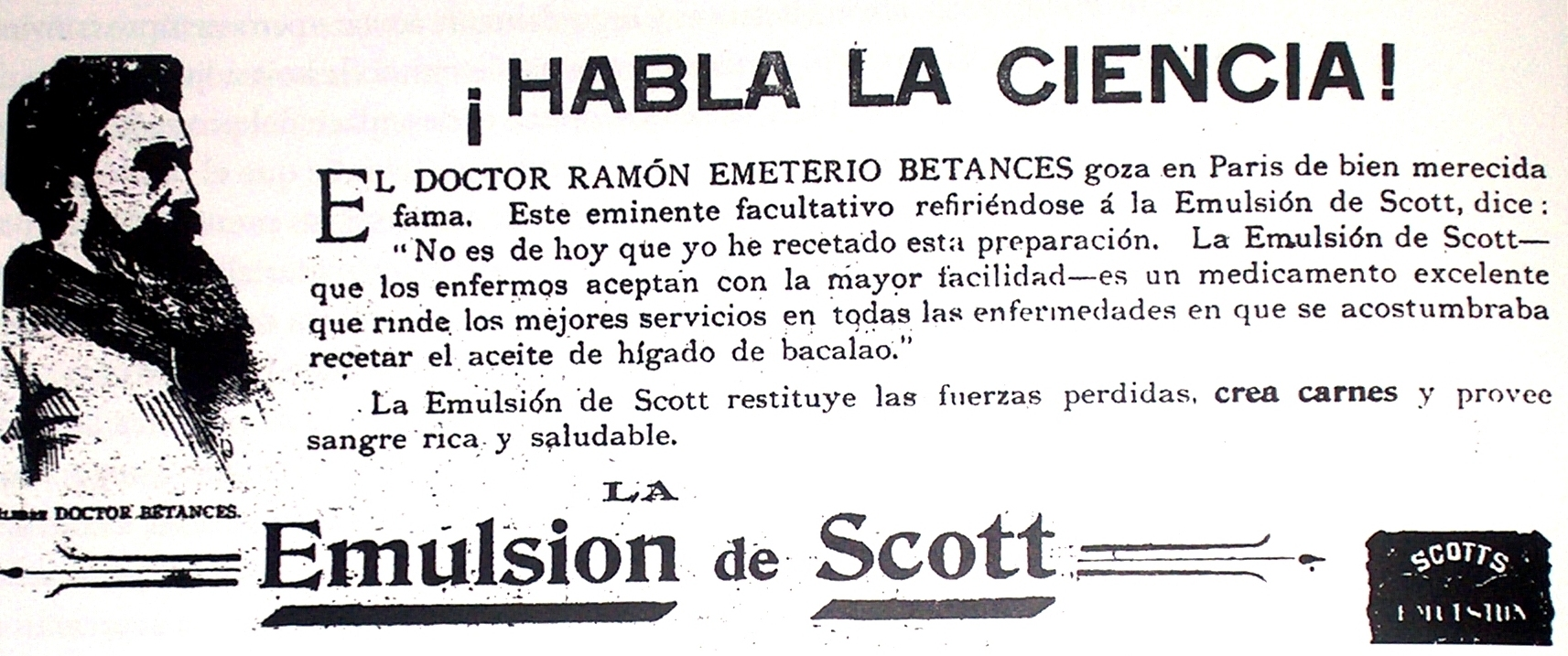
Un anuncio de periódico de 1895 con Betances aprobando la Emulsión de Scott

Betances introdujo nuevos procedimientos quirúrgicos y asépticos a Puerto Rico. Con la ayuda del anestesiólogo venezolano Pedro Arroyo, Betances realizó el primer procedimiento quirúrgico bajo cloroformo en Puerto Rico, en noviembre de 1862.
Al mismo tiempo el gastaba una considerable cantidad de tiempo sirviendo a los desamparados de Mayagüez trabajando pro bono. Dio muchas donaciones a los pobres, y por esto llegó a ser conocido como "El Padre de los Pobres" entre los mayagüezanos de acuerdo con su contemporáneo, Eugenio María de Hostos.

#### Exilio en la República Dominicana
La República Dominicana tuvo su primera guerra de independencia en 1844, la cual tuvo éxito en obtener la independencia de Haití, aunque el dominio haitiano en partes del país se mantendría intermitente hasta 1856. España re-anexó el país a pedido de su dictador de turno, el Gen. Pedro Santana (quien intentó beneficiarse personalmente del evento), en 1861. Una segunda revuelta, la Guerra de Restauración, buscó la independencia de los españoles en 1863. Sus líderes usaron Haití como una base guerrillera, ya que el gobierno haitiano temía una retoma española y la restauración de la esclavitud en los territorios ocupados, y era en consecuencia afín con su causa. Su fortaleza, sin embargo, era el valle de Cibao en la parte nororiental de La Española.

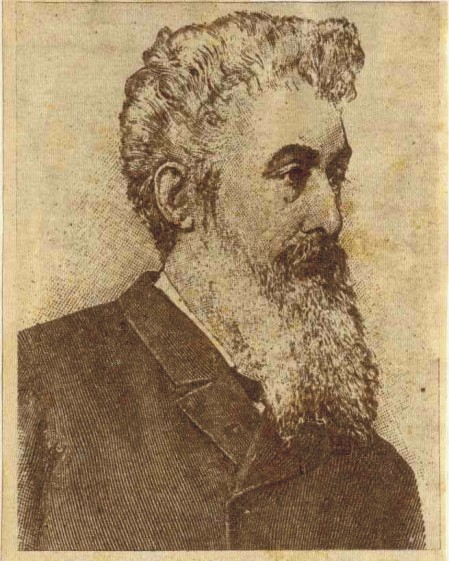
Dr. Ramón Emeterio Betances

Al mismo tiempo, el gobierno español, que controlaba Puerto Rico, intentó desterrar a Betances por segunda vez, pero él y Segundo Ruiz Belvís (un abogado y administrador de la ciudad que llegó a ser su amigo y compañero político más cercano) huyeron de la isla antes de que fueran detenidos. Ambos huyeron a la ciudad nororiental de Puerto Plata en la República Dominicana en 1861, donde Betances estableció una relación personal cercana con el Gen. Gregorio Luperón, el líder militar de la facción norteña pro-independencia que lideró los esfuerzos para restaurar la soberanía dominicana sobre su país. Betances fue también un colaborador del padre dominicano (y luego Arzobispo de Santo Domingo y presidente del país por una vez), Fernando Arturo de Meriño, quién era el líder ideológico de la revuelta (así como su delegado en Puerto Rico cuando él mismo fue exiliado por el gobierno republicano restaurado). Estas dos amistades probarían ser claves para los propios esfuerzos de Betances por lograr la independencia de Puerto Rico tiempo después.
La volatilidad de la situación dominicana era severa en ese tiempo: Luperón peleó una guerra de guerrillas contra los españoles y Santana y fue nombrado vicepresidente del país (en 1863), solo para ser exiliado a Saint Thomas por su oposición a los deseos del presidente Buenaventura Báez de anexar el país a los Estados Unidos (en 1864), para luego regresar, provocar un golpe de Estado y ser parte de un triunvirato presidencial (1866), solo para ser exiliado una vez más en (1868). Siempre que Luperón estaba en la República Dominicana, Betances podía usarla como base de operaciones para sus objetivos políticos y militares posteriores, ofreciendo a Luperón ayuda logística y financiera a cambio.
Ya que el exilio de Betances dependía de quién estuviese gobernando Puerto Rico en el momento, un cambio en el gobierno le permitió regresar a Mayagüez en 1862. Sin embargo, pocos años después (1868), Luperón y Betances terminarían ambos exiliados en Saint Thomas.

#### Segundo regreso a Mayagüez
Luego de regresar a Puerto Rico, Betances y Ruiz propusieron el establecimiento de un hospital municipal para cuidar a los pobres de la ciudad. El hospital, nombrado Hospital San Antonio, abrió el 18 de enero de 1865, con fondos de suscripción y una asignación del gobierno local español. El Hospital San Antonio es ahora un hospital de pediatría y obstetricia en la ciudad.
Ruiz era un masón que invitó a Betances a unirse a su logia, la Logia Unión Germana en el cercano San Germán. Ambos fundaron (o revivieron, dependiendo de la fuente) la Logia Yagüez, a fin de tener una logia local en Mayagüez. Basado en sus creencias masónicas, Ruiz también intentó establecer una universidad en la ciudad, para lo cual el hipotecó su casa. Sin embargo, el gobierno español se opuso activamente al financiamiento de instituciones de educación secundaria en Puerto Rico (a fin de evitar que salieran "semilleros de revueltas" de ellas), y el proyecto fue cancelado.[cita requerida]

#### Simplicia Jiménez

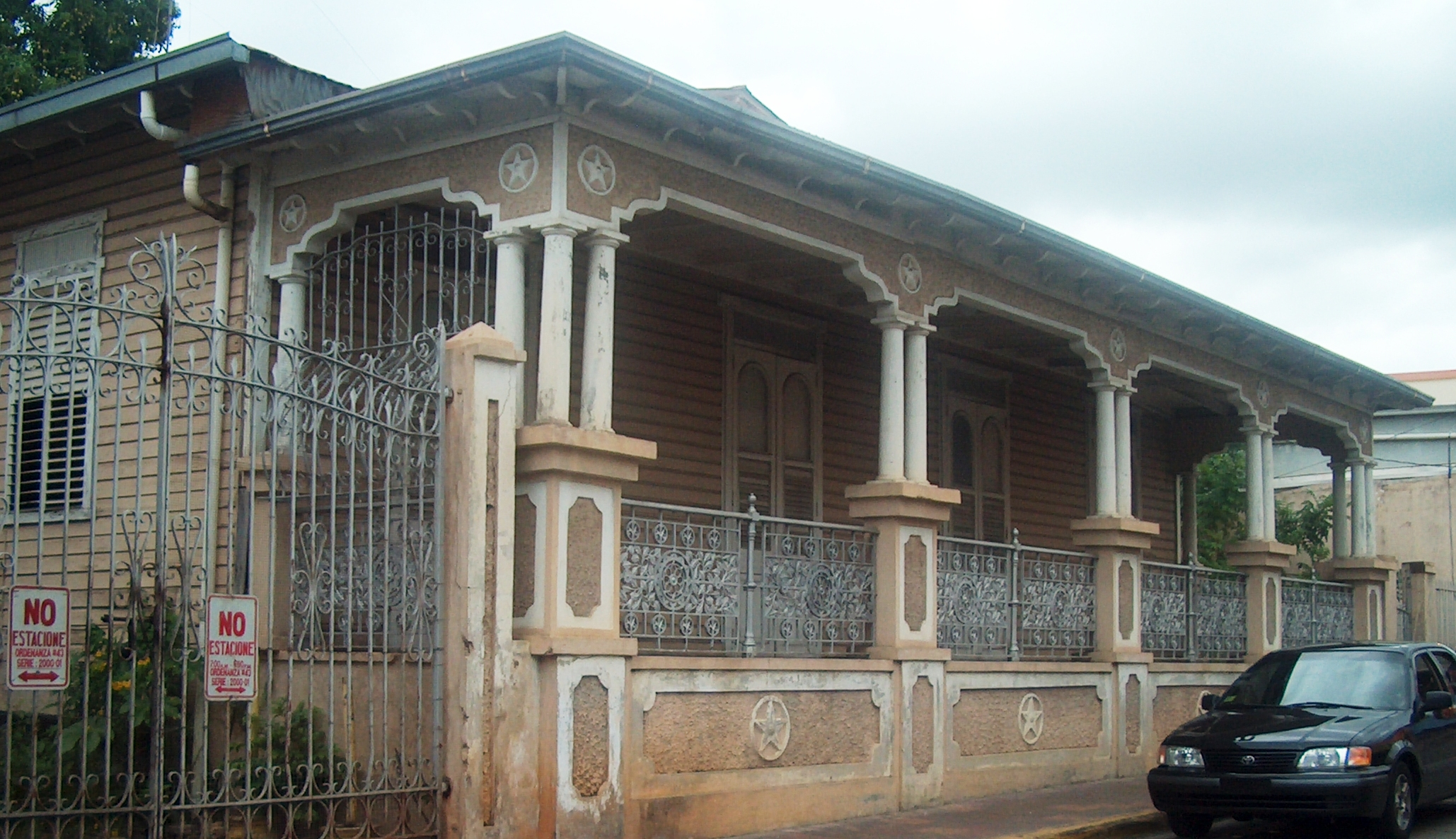
Casa de los Cinco Arcos (Casa de Betances) en Mayagüez, 2007

Betances conoció a su compañera de toda la vida, Simplicia Isolina Jiménez Carlo, en 1864. Simplicia Jiménez aparentemente nació en lo que más tarde se convertiría en la República Dominicana, el 28 de julio de 1842. El apellido de su madre, Carlo, más bien común en Cabo Rojo, implica que su familia tenía lazos con la ciudad. Ella trabajó para una de las hermanas de Betances entre 1863 y 1864, y él la conoció en la casa de su hermana. Aparentemente ella estaba encaprichada con él lo suficiente para aparecer en su puerta con un par de maletas, pidiéndole que le diera abrigo, ya que "ningún caballero dejaría a una mujer sola en la calle en la noche". Jiménez se convirtió entonces en la concubina de Betances por treinta y cinco años, y sobrevivió a su muerte en 1898. No tendrían hijos. Su ahijada, Magdalena Caraguel, fue finalmente adoptada por la pareja como su hija. Poco más está documentado sobre Jiménez en los libros de historia, y Betances raramente la menciona en sus trabajos y correspondencia.
Mientras vivía todavía en Mayagüez, Betances construyó una casa para él y su esposa, en la cual solo vivieron por menos de dos años; la casa, llamada la Casa de los Cinco Arcos, todavía sigue en pie en la calle que lleva su nombre cerca de la esquina con la calle Luis Muñoz Rivera, al sur del centro de la ciudad.

### Padre de la Patria

#### Semillas para la revuelta en Puerto Rico
El gobierno español estaba involucrado en varios conflictos por toda Latinoamérica: guerra con la República Dominicana, Perú y Chile (ver abajo), revueltas de esclavos en Cuba, una mala situación económica en sus colonias, entre otros. Intentó apaciguar el descontento creciente de los ciudadanos de sus colonias restantes en el continente instalando una junta de revisión que recibiría las quejas de los representantes de las colonias e intentaría ajustar la legislación que las afectaba. Esta junta, la Junta Informativa de Reformas de Ultramar sería formada por representantes de cada colonia, en proporción con su población, y se reuniría en Madrid. La Junta reportaría al entonces Ministro de Relaciones Exteriores, Emilio Castelar.
La delegación de Puerto Rico fue elegida libremente por aquellos elegibles para votar (hombres caucásicos dueños de propiedades), en un raro ejercicio de apertura política en la colonia. Segundo Ruiz Belvís fue elegido para la Junta representando a Mayagüez, algo que horrorizó al entonces gobernador general de la isla. Para frustración de los delegados de Puerto Rico, incluyendo a su líder, José Julián Acosta, la Junta tenía una mayoría de delegados españoles, los cuales votarían en contra de casi todas las medidas que ellos sugirieran. Sin embargo, Acosta pudo convencer a la Junta de que la abolición podía lograrse en Puerto Rico sin afectar la economía local (incluidos sus miembros cubanos, que veían con malos ojos el implementarla en Cuba por sus cifras mucho más altas de mano de obra esclava). Una vez primer ministro en 1870, Castelar aprobó una ley de abolición, elogiando los esfuerzos de los miembros de Puerto Rico, sinceramente conmovido por los argumentos de Acosta.
Sin embargo, más allá de la abolición, las propuestas para la autonomía fueron derrotadas en las votaciones, al igual que otras peticiones para limitar el poder ilimitado que tendría el gobernador en virtualmente todos los aspectos de la vida en Puerto Rico. Una vez que los miembros de la Junta regresaron a Puerto Rico, se reunieron con los líderes locales de la comunidad en una famosa reunión en la Hacienda El Cacao en Carolina a principios de 1865. Betances fue invitado por Ruiz y en efecto asistió. Luego de escuchar la lista de medidas de los miembros de la Junta derrotadas en votación, Betances se puso de pie y replicó: Nadie puede dar lo que no tiene, una frase que usaría constantemente por el resto de su vida cuando se refería a la falta de voluntad de España para permitirle a Puerto Rico o Cuba cualquier reforma. Sugeriría entonces organizar una revuelta y proclamar independencia tan pronto como fuera posible. Muchos de los asistentes a la reunión se pusieron de parte de Betances, para el horror de Acosta.

#### Organizador del Grito de Lares
A finales de junio de 1867 Betances y al menos otros 12 potenciales "revolucionarios" fueron exiliados de Puerto Rico por el entonces gobernador Gen. José María Marchessi y Oleaga como una medida preventiva, incluyendo al doctor Pedro Gerónimo Goyco y a Segundo Ruiz Belvís. Un batallón de soldados locales se había rebelado en San Juan antes, protestando por su bajo salario, comparado con el de sus homólogos españoles que vivían en Puerto Rico. Betances más tarde afirmó que la revuelta (llamada el Motín de Artilleros por los historiadores) no estaba relacionada con sus planes revolucionarios, y que de hecho a él no le preocupaban tanto las tropas establecidas en Puerto Rico, ya que de todas formas estas estarían mal preparadas para detener una revuelta pro-independencia bien desarrollada en ese momento. Marchesi temía que los Estados Unidos, que habían hecho una oferta para comprar lo que entonces eran las Islas Vírgenes Danesas, prefirieran instigar una revuelta en Puerto Rico para luego anexar la isla (que sería una mejor base militar en el Caribe) a un costo económico menor. Sus miedos no eran infundados, ya que en entonces cónsul americano en la isla, Alexander Jourdan, sugirió precisamente esto al entonces Secretario de Estado William H. Seward, pero solo luego de las expulsiones (septiembre de 1867).
Algunos de los expulsados (como Carlos Elías Lacroix y José Celis Aguilera) se instalaron en Saint Thomas. Betances y Ruíz, por otro lado, se fueron a Nueva York (a donde previamente había ido Basora) poco después. Encontraron pronto el Comité Revolucionario de Puerto Rico, junto con otros puertorriqueños que vivían en la ciudad. Luego de firmar una carta que servía como prueba de sus intenciones de convertirse en ciudadano estadounidense (principalmente para prevenir su arresto en otro lugar) Betances regresó a la República Dominicana en septiembre de 1867, donde intentó organizar una expedición armada que iba a invadir Puerto Rico. Sin embargo, bajo la amenaza de arresto de Buenaventura Báez (quién veía a Betances como aliado de sus enemigos y lo quería ejecutado) Betances se asiló en la embajada de Estados Unidos en Santo Domingo, y se dirigió a Charlotte Amalie poco después.

#### Los Diez Mandamientos de los Hombres Libres
Betances fue responsable de numerosas proclamas que intentaban de despertar el sentimiento nacionalista puertorriqueño, escritas entre 1861 y su muerte. La más famosa de estas es [Diez Mandamientos de los Hombres Libres|Los Diez Mandamientos de los hombres libres], escrita en el exilio en Saint Thomas en noviembre de 1867. Está directamente basado en la Declaración de los Derechos del Hombre y del Ciudadano, adoptada por la Asamblea Nacional de Francia en 1789, que contenía los principios que inspiraron la Revolución Francesa.

#### ElGritoy sus consecuencias
Mientras tanto, Ruiz Belvís, que encabezaba el Comité, estaba encargado de reunir apoyo financiero para la revolución puertorriqueña que se acercaba a través de una gira por Sudamérica. Él había recibido una invitación de Benjamín Vicuña Mackenna, un diplomático chileno, para coordinar un frente común en contra de los intereses españoles en toda Latinoamérica (España todavía amenazaba a Chile luego de la guerra de las Islas Chincha, y cualquier revolución en el Caribe habría sido una distracción bienvenida). Vicuña prometió reunir el apoyo necesario en Chile, Perú, Ecuador y Venezuela para ayudar a la causa de la independencia puertorriqueña.
Sin embargo, Ruiz murió en Valparaíso poco tiempo después de su llegada al país. Se sabía que él tenía uremia y una obstrucción uretral, las cuales degeneraron en una gangrena de Fournier, que lo mató poco después. Especulaciones posteriores de que Ruiz había sido envenenado o asesinado han sido contradichas por tres hechos: que el hermano de Ruiz, Mariano Ruiz Quiñonez (quién era el coordinador de la revolución en Curaçao), murió de la misma condición poco después (sugiriendo una predisposición genética a ella), que Betances había usado un catéter en Ruiz antes de que el dejara Saint Thomas para aportar cierto alivio a su condición, y que Betances publicó un artículo médico en Francia veinte años después, en 1887, que discutía la condición, resultado de lo que él había descrito como muchos años de cuestionamientos posteriores sobre qué se podría haber hecho para salvar la vida de Ruiz.
Betances estaba sacudido sicológicamente por la noticia de la muerte de Ruiz, y también literalmente poco después: él y su esposa también experimentaron un terremoto y tsunami el 18 de noviembre de 1867, mientras estaban en Saint Thomas. De acuerdo a una carta que él escribió, él y su esposa evacuaron el edificio justo antes de que este colapsara, y fueron obligados a vivir en un campamento mientras las réplicas seguían sacudiendo a la isla por cerca de un mes.
Gregorio Luperón conoció a Betances en Saint Thomas, y ofreció ayudar a la revolución puertorriqueña, a cambio de ayuda para derrocar a Báez una vez se dieran las condiciones apropiadas. Como consecuencia, Betances organizó células revolucionarias en Puerto Rico desde el exilio, que estaban al comando de líderes como el hacendado venezolano Manuel Rojas y el estadounidense Mathias Brugman. Betances instruyó a Mariana Bracetti para tejer una bandera para la revolución usando colores y el diseño básico similares a los de la República Dominicana (que a su vez eran casi idénticos a un estandarte militar francés). Betances estaba encargado también de enviar refuerzos a los rebeldes puertorriqueños utilizando un barco comprado por revolucionarios puertorriqueños y dominicanos, El telégrafo (que era para uso compartido), pero el barco fue confiscado poco después de su llegada por el gobierno de las entonces danesas (luego norteamericanas) Islas Vírgenes.
Finalmente todos estos factores condujeron a la insurrección abortiva conocida como el Grito de Lares, cuya fecha tuvo que adelantarse al 23 de septiembre de 1868. El Grito encontró a Betances entre Curaçao y Saint Thomas, luchando por enviar refuerzos a tiempo para la revuelta.
Luego de la insurrección fallida, Betances no regresó a Puerto Rico, excepto por visitas "secretas", de acuerdo con el obituario escrito sobre él por el New York Herald luego de su muerte. No hay evidencia de esto, aunque Betances sugiere que una visita si ocurrió en algún momento entre 1867 y 1869, y tal vez de nuevo en los 1880s.

#### En Nueva York
Betances huyó a Nueva York en abril de 1869, donde nuevamente se unió a Basora en sus esfuerzos por organizar a los revolucionarios puertorriqueños en actividades adicionales que llevaran a la independencia. Se unió a la Junta Cubana Revolucionaria, cuyos miembros eran más exitosos en su esfuerzo por una revolución armada para Cuba, que había iniciado con el Grito de Yara, solo dos semanas después del Grito de Lares. También cabildeó el Congreso de los Estados Unidos exitosamente en contra de una anexión de la República Dominicana por los Estados Unidos, solicitada en un voto por una mayoría de votantes en un referendo en 1869. También se hizo amigo del líder militar venezolano y expresidente José Antonio Páez en sus últimos días. Betances permaneció en Nueva York desde abril de 1869 hasta febrero de 1870.

#### En La Española
Desilusionado de alguna manera por su experiencia en Nueva York (tenía diferencias filosóficas con algunos líderes de los movimientos de liberación antillanos, particularmente con Eugenio María de Hostos), Betances pasó un corto periodo en Yáquimo, Haití en 1870 por petición de su entonces presidente, Jean Nissage-Saget, quién apoyó los esfuerzos de Betances por lograr que un gobierno liberal para la República Dominicana tomara el poder. Después pasó algún tiempo en el valle de Cibao (tanto en Santiago de los Caballeros como en Puerto Plata) donde Luperón y Betances intentaron organizar otra revuelta, esta vez en contra de elementos conservadores en la República Dominicana.
Mientras estaba en Nueva York, Betances escribió y tradujo numerosos tratados políticos, proclamaciones y trabajos que fueron publicados en el periódico "La Revolución", bajo el seudónimo "El Antillano". Era vehemente acerca de la necesidad de que los nativos de las Antillas Mayores se unieran en una Confederación Antillana, una entidad regional que buscaría preservar la soberanía y bienestar de Cuba, la República Dominicana y Puerto Rico.
Betances también promovió la intervención directa de los puertorriqueños en la lucha independentista cubana, lo que finalmente sucedió en la guerra de Independencia cubana (1895–98). España había promovido una reforma política en Puerto Rico, y el clima político local no fue propicio para una segunda revolución en el momento. Por lo tanto, Betances y los revolucionarios puertorriqueños cedieron sus existencias de armas de fuego escondidas en Saint Thomas, Curaçao y Haití a los rebeldes cubanos en octubre de 1871, ya que su lucha fue considerada como prioridad.
Betances admiraba a los Estados Unidos de América por sus ideales de libertad y democracia, pero despreciaba el Destino Manifiesto y la Doctrina Monroe, y sentía que ambas filosofías estaban siendo usadas como excusas para intervenciones americanas en el continente. Cuando los revolucionarios cubanos solicitaron ayuda de los Estados Unidos para reforzar su fuerza armada contra España, Betances los previno de entregar mucho a cambio. Temía el intervencionismo americano en los asuntos de una Cuba libre, y atacó vehementemente a los líderes cubanos que sugerían la anexión de Cuba por los Estados Unidos. Algunos de sus temores se hicieron realidad años más tarde, cuando la Enmienda Platt llegó a ser una parte de facto de la constitución cubana (1901).

## Regreso a Francia
Esperando traer algo de estabilidad a su vida personal, Betances hizo que Simplicia Jiménez se reuniera con él en Haití (ella había vivido en Saint Croix desde que el fuera desalojado de Saint Thomas, por su seguridad), y retornó con ella a París donde continuó luchando por la independencia de Puerto Rico por cerca de 26 años. Estableció su consultorio médico en 6(bis), Rue de Châteaudun (48°52′33″N 2°20′30″E / 48.875814, 2.341636), a cuatro calles del Palacio Garnier.
Uno de los eventos que le dio gran satisfacción a Betances fue la abolición de la esclavitud en Puerto Rico, la cual fue hecha oficial el 22 de marzo de 1873. Le recordó a la gente que la abolición no hubiera sucedido sin la intervención directa de los puertorriqueños en el proceso político español, y estaba así esperanzado en que los isleños asumirían un rol más proactivo en la búsqueda de su libertad de España. Con el tiempo, Betances se convirtió básicamente en el representante de los gobiernos liberales de la República Dominicana mientras duraron, y el representante del "gobierno en armas", o revolución, cubana.

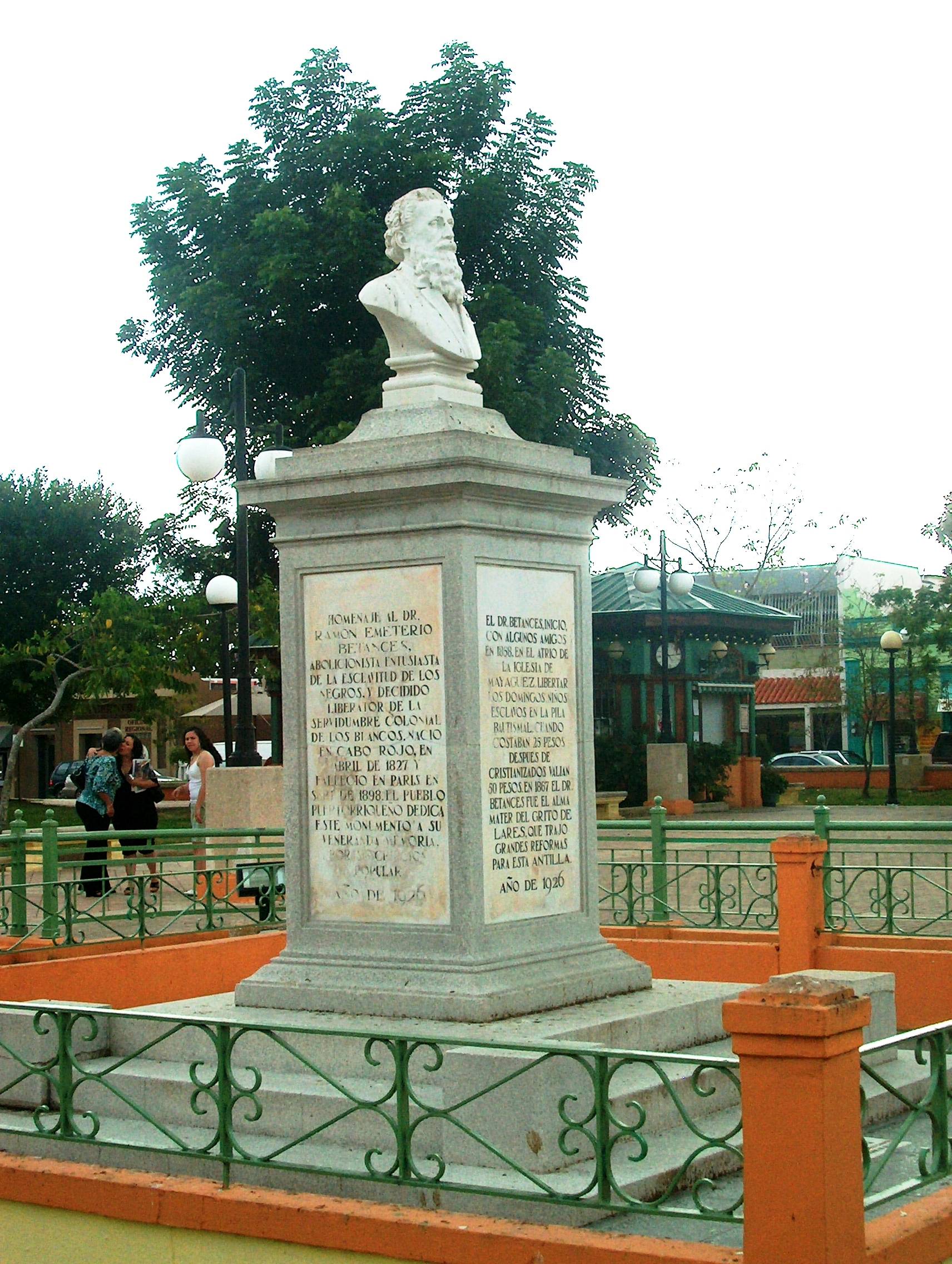
Monumento al Dr. Betances en Cabo Rojo, 2007. El monumento incluye inscripciones honrándolo en nombre de la República Dominicana y Cuba.

### Actividades diplomáticas y revolucionarias

#### Diplomático de la República Dominicana
Poco después de su regreso a Francia, Betances se convirtió en el primer secretario de la misión diplomática de la República Dominicana en Francia, pero virtualmente asumió el rol de embajador. También se convirtió en el representante comercial del gobierno dominicano en París, Berna y Londres. En un momento Betances intentó ser un socio de capital de riesgo en una empresa fallida que intentó comercializar el uso de Bahía de Samaná para beneficio de la República Dominicana, y también para prevenir que intereses extranjeros (particularmente los Estados Unidos) se tomaran la bahía, que era considerada una característica geográfica estratégica de La Española, en términos comerciales y militares.
Luperón llegaría finalmente a París como embajador designado, pero las conexiones de Betances en la ciudad probaron ser claves para cualquier éxito que tuviese Luperón como diplomático en Francia. Ellos asumirían este rol hasta que la agitación política en República Dominicana forzara a Luperón a regresar y liderar una revuelta más, la cual instalaría a otro nativo de Puerto Plata, Ulises Heureaux, como presidente. Betances buscó apoyo para los esfuerzos de Luperón, y le dio asistencia táctica y financiera desde Francia.
Heureaux, sin embargo, se convirtió en un déspota una vez asumió la presidencia. Luperón se sintió traicionado y se exilió de nuevo en Saint Thomas. Finalmente murió de cáncer, no antes de visitar a Betances en Francia por última vez y permitiéndosele regresar a República Dominicana a morir, como gesto de buena voluntad de Heureaux. Debido a la prolongada presidencia de Heureaux y a sus descarados actos de corrupción, Betances (quien había llamado a Heureaux su "nieto" en cartas que le había escrito previamente) fue forzado a cortar lazos con República Dominicana para siempre (dos terrenos que poseía tanto allí como en Panamá fueron usados para experimentos de agricultura, pero fueron abandonados posteriormente). Betances escribe en sus cartas que ha gastado el equivalente a USD$20.000 (en dólares de 1880, aproximadamente equivalentes a USD$400.000 en 2010) en gastos a nombre de la oficina diplomática dominicana. No esperaba que el gobierno dominicano pudiese reembolsárselos.

#### Apoyo a la independencia de Cuba y a la libertad de José Maceo
Inmediatamente después de regresar a París, Betances se convirtió en un contacto clave para la insurgencia cubana en París. Hizo varios esfuerzos para recaudar fondos, incluyendo uno que intentó financiar envíos de quinina a los rebeldes cubanos, para aliviar su dolor cuando eran infectados por la malaria en los campos de batalla de la isla. Estos esfuerzos sobrevivieron el Pacto de Zanjón, el cual finalizó la guerra de la guerra de los Diez Años en 1878. Betances también usó sus contactos diplomáticos para garantizar el tratamiento humano (y finalmente la liberación de la prisión) de José Maceo, el hermano de Antonio Maceo, el posterior líder de la guerra de Independencia cubana, cuando Antonio y José fueron arrestados por el gobierno español en 1882. Los hermanos Maceo escaparon de prisión, fueron recapturados en Gibraltar y entregados a las autoridades españolas, pero José permaneció en prisión mucho después de que Antonio recuperara su libertad y huyera a Nueva York. Betances incluso usó a Lord Gladstone como mediador, e intentó convencerlo de hacer que la Jamaica inglesa (donde su familia tenía propiedades) se uniera a una Federación Antillana.

#### Betances y Máximo Gómez
Cuando Puerto Rico experimentó un periodo de represión política severa en 1887 por el gobernador de la época, Romualdo Palacio (lo cual llevó al arresto de muchos líderes políticos locales, incluyendo a Román Baldorioty de Castro), Máximo Gómez, quién estaba viviendo en Panamá en ese tiempo (por ese entonces, el supervisaba una brigada de jornaleros durante la construcción del Canal de Panamá) ofreció sus servicios a Betances, vendió la mayoría de sus pertenencias personales para financiar una revuelta en Puerto Rico, y se ofreció como voluntario para liderar tropas puertorriqueñas en caso de que dicha revuelta ocurriese. La revuelta se consideró innecesaria a finales de año, cuando el gobierno español retiró a Palacio de su cargo para investigar acusaciones de abuso de poder de su parte, pero Gómez y Betances establecieron una relación logística y de amistad que duró hasta la muerte de Betances en 1898.

#### Betances y José Martí
Años después, dada la experiencia de Betances como un facilitador logístico de revueltas armadas, un José Martí recaudador de fondos para la causa de la independencia cubana, y como diplomático, le solicitó a Betances convertirse en el líder de los revolucionarios cubanos en Francia. Betances nunca conoció a Martí personalmente, pero Martí si conocía a su hermana menor, Eduviges, quién vivía en Nueva York y compartía los ideales revolucionarios de su hermano. Martí la asistió financieramente en sus últimos días, debido a su admiración por la familia de Betances. Betances aceptó la tarea por gratitud hacia Martí. Poco después, Martí murió en batalla en Cuba in 1895, un evento que llevó a Tomás Estrada Palma a liderar el movimiento cubano de insurrección.

#### Betances y Tomás Estrada Palma
En abril de 1896 le fueron otorgadas credenciales diplomáticas a Betances en nombre del gobierno revolucionario de Cuba. Se convirtió en un recaudador de fondos y reclutador en nombre del movimiento pro independencia cubano. También sirvió como jefe de prensa y contacto de inteligencia para los rebeldes cubanos en el exilio, e intentó coordinar apoyo para el movimiento pro independencia en Filipinas.
Betances odió abiertamente a Estrada cuando lo se reunió por primera vez con él a finales de 1870, pero se volvió más tolerante con él con el tiempo, e incluso defendió las acciones de Estrada como líder cuando asumió el control del partido revolucionario cubano. Los afiliados puertorriqueños al Partido veían el liderazgo de Estrada con gran escepticismo, ya que Estrada simpatizaba con la idea de que Estados Unidos interviniese en la guerra de independencia cubana para expulsar a los españoles de Cuba. Ellos sospechaban que su débil liderazgo permitía a los oportunistas beneficiarse de una invasión e incluso sugerir que Estados Unidos conservara Puerto Rico a cambio de la independencia de Cuba. Alguna evidencia escrita apunta a la verdad de sus afirmaciones, al menos en la medida de querer cerrar la sección puertorriqueña del partido, lo cual finalmente si sucedió.

#### La Intentona de Yauco
En 1897, Antonio Mattei Lluveras, un rico propietario de plantaciones de café de Yauco, visitó el Comité Revolucionario Puertorriqueño en Nueva York. Allí se reunió con Ramón Emeterio Betances, Juan de Mata Terreforte y Aurelio Méndez Martínez y juntos procedieron a planear un golpe importante. El levantamiento, que se conoció como la Intentona de Yauco sería dirigido por Betances, organizado por Aurelio Méndez Mercado y las fuerzas armadas serían comandadas por el general Juan Ríus Rivera. El golpe, que fue la segunda y mayor revuelta contra el dominio español en Puerto Rico, falló.
Betances fue también un representante gubernamental para algunos de los gobiernos de Haití mientras estuvo en París. También fue técnicamente un diplomático por los Estados Unidos de América en una ocasión.

#### Plan Morales
A través de la coordinación con Betances y con los líderes locales de Puerto Rico, un líder militar dominicano, Gen. José Morales, hizo planes para invadir a Puerto Rico a finales de 1890, para dotar a los revolucionarios locales con provisiones y mercenarios, y tomar ventaja de la débil presencia militar española en Puerto Rico (había solamente 4500 soldados españoles en la isla en ese entonces, y 1000 de ellos fueron redireccionados posteriormente a Cuba para combatir la insurrección cubana). No obstante, el Partido Revolucionario Cubano rechazó el plan por ser muy costoso.

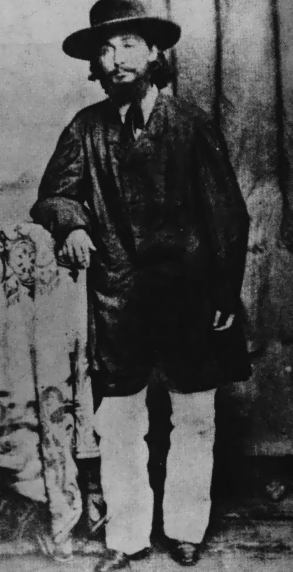
Dr. Ramón Emeterio Betances a la edad de 40 años.

Betances, quien había recolectado en Francia para el Partido una suma de dinero mayor que el costo potencial del plan, se cansó del apoyo cada vez menor del movimiento revolucionario cubano a la causa de la independencia de Puerto Rico. Para entonces, algunos de los seguidores del Partido estacionados en Francia querían que Betances fuera desposeído de sus cargos y asignaciones. Al menos dos de ellos lo insultaron públicamente, e incluso se aprovecharon de la enfermedad mental de Simplicia Jiménez para hacer que acosara a su esposo sistemáticamente.
Teniendo en cuenta los eventos que sucedían en Cuba en ese momento, Betances pensó que su trabajo diplomático era más importante que nunca. Sin embargo, su mala salud (tenía uremia, y como sus pulmones no podían intercambiar oxígeno apropiadamente esto ponía carga extra a su corazón y riñones) evitó que Betances llevara a cabo más trabajo diplomático desde Francia en nombre de Puerto Rico o Cuba. Su enfermedad, que duró más de un año, le impidió llevar a cabo trabajo médico, y forzó al Partido a aprobar un estipendio para Betances durante su larga enfermedad, hasta su muerte.

### El Caso Cánovas
Existe alguna especulación de que el asesinato del primer ministro español Antonio Cánovas del Castillo por el anarquista italiano Michele Angiolillo en 1897 fue por lo menos apoyado o influenciado por Betances, y posiblemente incluso planeado por él (aunque no hay enlace físico que pueda ser establecido que pudiera vincular a Betances al evento mismo).
El rol de Betances en el asesinato de Cánovas es descrito por el autor puertorriqueño (nacido en Francia) Luis Bonafoux en su biografía de Betances (escrita en 1901), y corroborada parcialmente por historiadores posteriores. Estas fuentes establecen que el círculo de amigos de Betances en ese tiempo incluía varios anarquistas italianos exiliados en París, siendo Domenico Tosti uno de ellos. Tosti y sus amigos celebrarían eventos sociales regulares, durante uno de los cuales Angiolillo fue presentado a Betances.
Impresionado por las credenciales de Betances, Angiolillo abordó luego a Betances antes del incidente, y discutió sus planes con él, que originalmente implicaban matar uno o más miembros de la familia real española. Betances lo disuadió de hacerlo. Angiolillo entonces aparentemente sugirió a Cánovas como objetivo en cambio. Hay evidencia de que Betances financió el viaje de Angiolillo a España, y usó sus contactos para hacer que Angiolillo llegara e ingresara a territorio español con una identidad falsa. La especulación mayor de que Angiolillo usó un arma de fuego que el propio Betances le proporcionó parece ser infundada (aunque Betances, quién si era un entusiasta de las armas de fuego -le enseñó a un líder revolucionario cubano cómo usar una ametralladora Remington una vez-, dio al menos una como regalo a uno de sus conocidos).
Betances simpatizaba con anarquistas como Angiolillo, y odiaba a monarquistas como Cánovas, pero esto por sí solo no justifica una acción directa de Betances para quitarle la vida a Cánovas. Betances sí afirmó en ese tiempo, sin embargo, que "en España solo hay un verdadero líder retrógrado y reaccionario, y es precisamente el que confronta a Cuba con una política de "(gastar en una guerra) hasta el último hombre y la última peseta", el que trata de sofocar todos los esfuerzos que sus patriotas han hecho para liberarla, y ese hombre en Antonio Cánovas del Castillo."
Angiolillo, en verdadera solidaridad con la corriente anarquista europea, buscaba vengar la ejecución y/o tortura de aquellos implicados en un atentado contra una procesión católica en Barcelona, ocurrido en 1896, y por el cual Cánovas buscaba las penas máximas permitidas por la ley.
La verdad es que los intereses liberales puertorriqueños se beneficiaron directamente del asesinato de Cánovas, dado que por la muerte de Cánovas un pacto hecho (previo al evento) entre el nuevo primer ministro español, Práxedes Mateo Sagasta, y liberales puertorriqueños liderados por Luis Muñoz Rivera entraría en vigor poco después. Esto permitió el establecimiento de un nuevo estatuto de autonomía para el territorio de la isla, el cual le dio a Puerto Rico poderes políticos más amplios que en cualquier otro momento anterior o posterior.
Antes de su ejecución, Angiolillo reclamó responsabilidad exclusiva por el asesinato. Cuándo fue interrogado por su involucramiento en el caso Cánovas, Betances dijo: "No aplaudimos pero tampoco lloramos", y añadió: "Los revolucionarios verdaderos hacen lo que deben hacer". La respuesta ambigua de Betances desdibuja el verdadero nivel de su involucramiento en el asesinato de Cánovas.

### Premio Legión de Honor

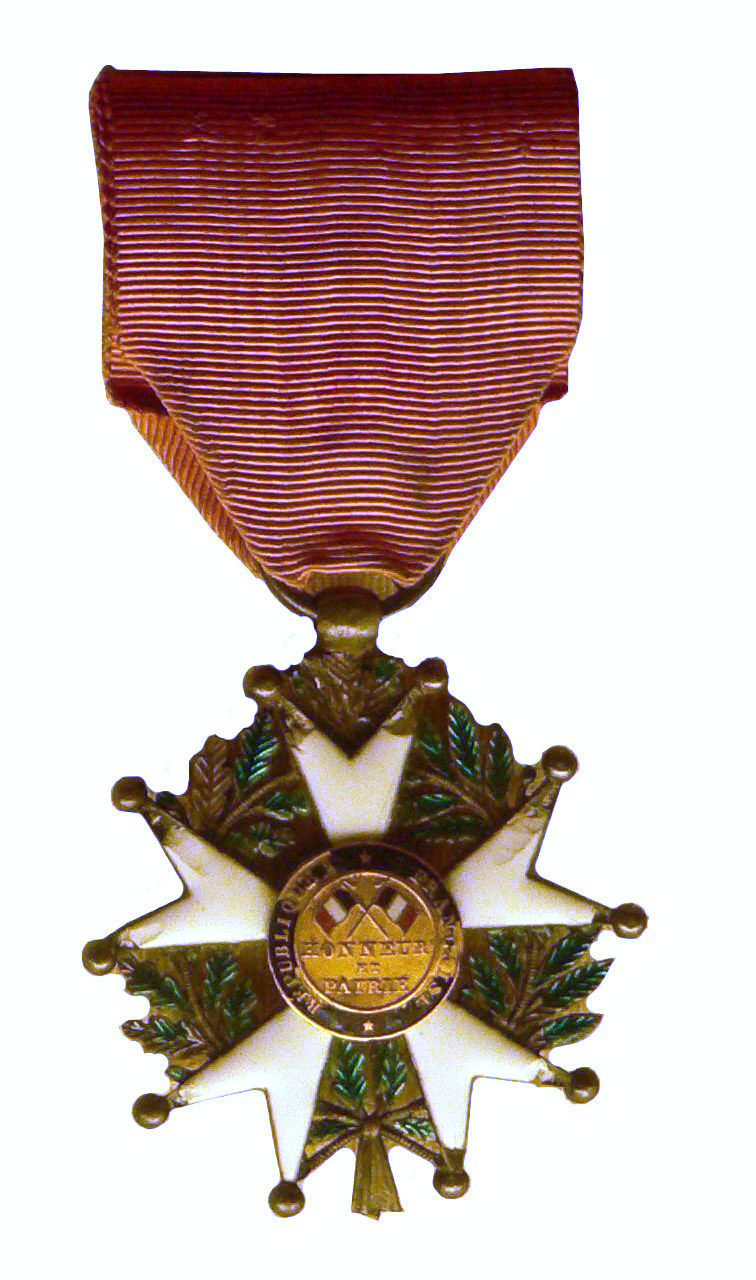
Legión de Honor francesa

A Betances le fue otorgado el rango de Chévalier (Caballero) de la Legión de Honor por el gobierno francés en julio de 1887, por su trabajo como diplomático para la República Dominicana, y por su trabajo como doctor en Francia. Se le había ofrecido el premio ya en 1882, pero había declinado el honor por humildad, hasta que amigos puertorriqueños lo persuadieron de aceptarlo como tributo a Puerto Rico, y no como un premio personal. La Legión de Honor francesa (Légion d'honneur) es la primera orden de Francia, y su adjudicación es de gran distinción.

### Esfuerzos para contrarrestar la anexión de Puerto Rico por parte de EE. UU.
En 1898 Betances intentó usar sus contactos diplomáticos para impedir una anexión de Puerto Rico por parte de los Estados Unidos, la cual se consideraba inminente por los eventos siguientes al hundimiento del USS Maine. Él sabía que los puertorriqueños recibirían bien una invasión estadounidense, pero era vehemente sobre la posibilidad de que los Estados Unidos no le concedieran la independencia a Puerto Rico.
Betances estaba dispuesto a aceptar algunas concesiones políticas al gobierno estadounidense a cambio de la independencia, e intercambió alguna información privilegiada de independencia (sobre el nivel de deuda que España había alcanzado mientras combatía la insurrección cubana) con el entonces embajador de los Estados Unidos en Francia, Horace Porter, para mostrar buena voluntad hacia los Estados Unidos.
Frustrado por lo que percibía como la falta de voluntad de los puertorriqueños para exigir su independencia de los Estados Unidos mientras el territorio de isla era anexionado (este evento ocurrió pocos días antes de su muerte), pronunció su postura política final: "No quiero colonia, ni con España, ni con los Estados Unidos". Cuándo de Hostos le recordó a través de una carta lo que estaba pasando en la isla, el respondió, muy frustrado, con una frase que se ha hecho famosa desde entonces: "¿Y qué les pasa a los puertorriqueños que no se rebelan?"
Los últimos días de Betances fueron caóticos, no solamente por los eventos en el Caribe, sino también por lo que ocurría en su propia casa. El estado mental de Jiménez se registra como dudoso para entonces. Algunos sugieren incluso que se había vuelto alcohólica (probablemente) o incluso una adicta a la morfina (poco probable), e incluso deseaba que su esposo muriera en rabietas registradas por sus doctores. Enemigos políticos intentaron apoderarse de los expedientes de inteligencia de Betances, al igual que los agentes de inteligencia españoles en París. Betances solicitó a amigos personales cuidarlo personalmente, lo que hicieron hasta que murió.

## Muerte

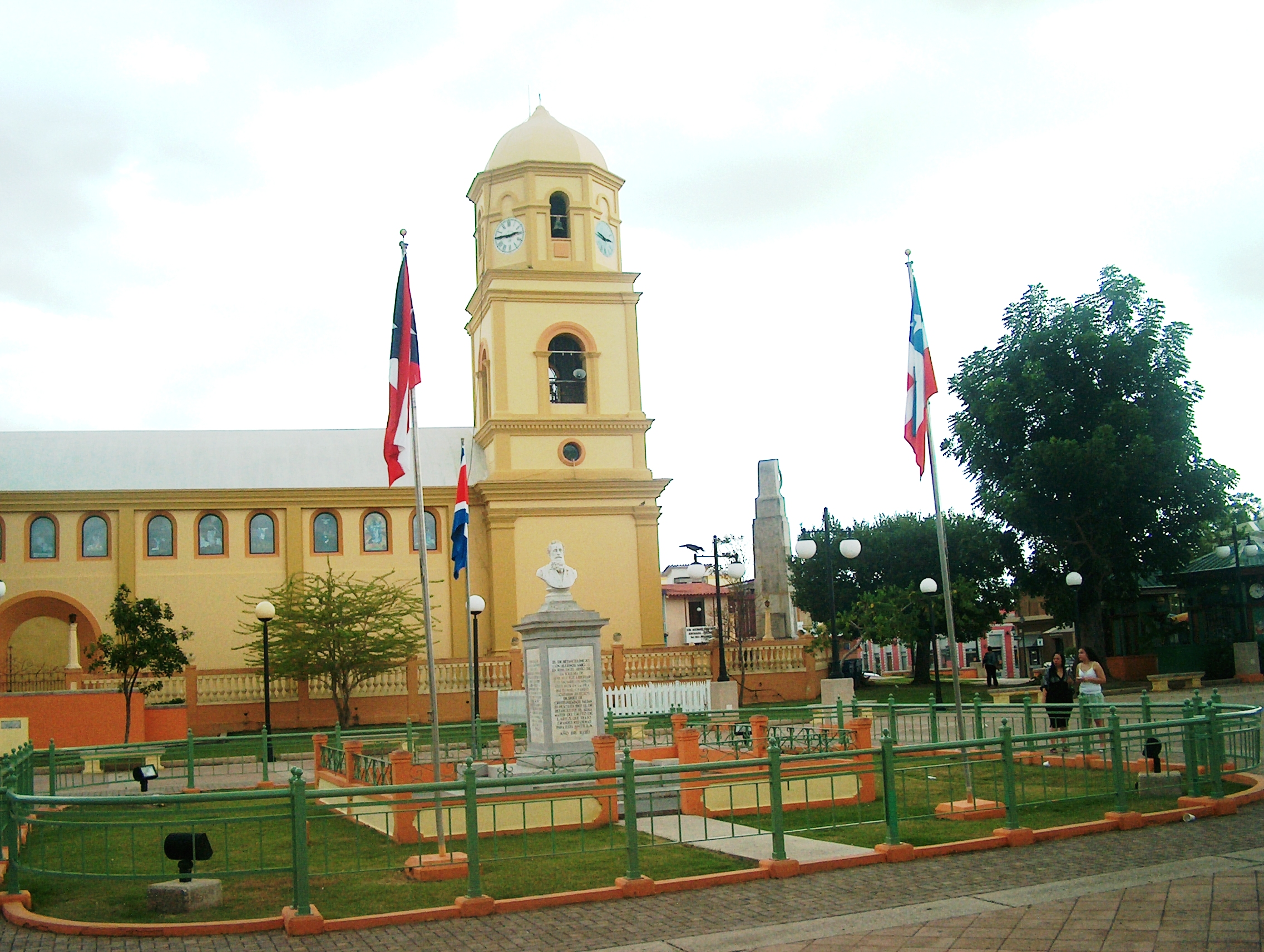
Tumba del Dr. Betances junto a la Iglesia de San Miguel Arcángel, 2007

Betances murió a las 10:00 a. m., hora local, en Neuilly-sur-Seine el viernes 16 de noviembre de 1898. Sus restos fueron cremados poco después y sepultados en el cementerio Père Lachaise de París, el lunes 19 de septiembre. Había solicitado que no se hiciera ceremonia formal para su funeral. Su cónyuge Simplicia le sobrevivió por más de veinte años. Una mirada a su testamento implica que, aparte de un pago de seguro de vida y dos parcelas de tierra en la República Dominicana, Betances murió casi en la pobreza.
Ya desde febrero de 1913, el poeta y abogado Luis Lloréns Torres había solicitado públicamente que se cumpliera el deseo de Betances de que sus cenizas regresaran a Puerto Rico. La Asociación Nacionalista (predecesora del Partido Nacionalista de Puerto Rico), bajo la presidencia de José Coll y Cuchí, fue capaz de convencer a la Asamblea Legislativa de Puerto Rico de aprobar un acto que permitiría la transferencia de los restos mortales del patriota puertorriqueño Ramón Emeterio Betances desde París, Francia hasta Puerto Rico. Siete años después de la aprobación del acto, la Asamblea Legislativa comisionó a uno de sus delegados, Alfonso Lastra Charriez, para servir como emisario y traer los restos de Betances desde Francia.
Los restos de Betances llegaron a San Juan, Puerto Rico el 5 de agosto de 1920, y fueron honrados a su llegada por una multitud estimada entonces en 20.000 dolientes. La gran multitud, que se había formado cerca del puerto de San Juan ya desde las 4:00 a. m. (AST) esa mañana, fue la más grande jamás formada para un funeral en Puerto Rico desde la muerte de Luis Muñoz Rivera tres años antes. Los reporteros de los medios de la época estaban sorprendidos por el tamaño de la multitud, dado el hecho de que Betances no había visitado Puerto Rico (por lo menos abiertamente) por los 31 años anteriores a su muerte, y llevaba muerto más de 21 años.
Una caravana fúnebre organizada por el Partido Nacionalista transfirió los restos desde la capital a la ciudad de Cabo Rojo. Le tomó dos días a la caravana hacer la ruta de 193 km. Una vez que los restos de Betances alcanzaron la ciudad de Mayagüez, 8000 dolientes presentaron sus respetos. Los restos de Betances fueron enterrados en el cementerio municipal de Cabo Rojo. Décadas más tarde sus restos fueron movidos a un monumento diseñado en honor a Betances en la plaza del pueblo. Hay un busto creado por el escultor italiano Diego Montano junto a la bandera revolucionaria del Grito de Lares y la bandera puertorriqueña en la plaza, que también lleva el nombre de Betances.
Una placa de mármol conmemorando a Betances fue revelada en su casa de París por una delegación de historiadores puertorriqueños, cubanos y franceses en el centenario de su muerte, el 16 de septiembre de 1998.

## Legado
De acuerdo a historiadores puertorriqueños y franceses en tres diferentes campos (medicina, literatura y política), Betances dejó un legado que ha sido considerablemente subestimado, y sólo se está evaluando adecuadamente en los últimos tiempos.

### Obras completas
Los dos biógrafos primarios de Betances, Paul Estrade y Félix Ojeda Reyes, han anunciado la publicación de una compilación de las obras completas de Betances, que comprenden 14 volúmenes. José Carvajal es el editor de la colección. Los primeros dos volúmenes fueron publicados en Mayagüez el 8 de abril de 2008. El primer volumen incluye la mayor parte de los escritos de Betances sobre medicina; el segundo incluye cartas íntimas y apartes de documentos que Betances le escribió a familiares y amigos a lo largo de 39 años. Un tercer volumen, que compila algunos de los trabajos literarios de Betances, fue publicado en 2009.
La Fundación Voz del Centro en Puerto Rico publicó una serie de libros orientados a jóvenes nombrada "Voces de la Cultura - Edición Juvenil" ese mismo año; siendo su primer título "Doctor Ramón Emeterio Betances: Luchador por la libertad y los pobres".

### Sitios de interés

#### En los Estados Unidos
Hay una escuela primaria en Hartford, Connecticut, nombrada en honor de Betances y la comunidad puertorriqueña de Hartford.

#### En Puerto Rico
Como se mencionó anteriormente, la vía principal que cruza Mayagüez de norte a sur lleva el nombre de Betances. En Ponce hay una vía que conecta el centro de Ponce con la autopista 14 de Puerto Rico, PR-14, que se llama avenida Betances.

### Político y sociológico

#### En Puerto Rico
Las consecuencias políticas y sociológicas de las acciones de Betances son definitivas e inequívocas. Él fue el primer líder político abiertamente nacionalista en Puerto Rico, y uno de los primeros líderes pro independencia en la historia de la nación isleña (entre los puertorriqueños, Antonio Valero de Bernabé y Andrés Vizcarrondo -líderes pro independencia anteriores para las revoluciones latinoamericanas- no pudieron lograr el éxito que Betances tuvo años después en Puerto Rico). El Grito de Lares, usando una frase a menudo citada que data de 1868, "fue el nacimiento de la nacionalidad puertorriqueña, con Betances como su obstetra". Las expresiones nacionalistas en Puerto Rico -sean afirmaciones públicas, artículos de periódico, poemas, reuniones en pueblos o revueltas directas- fueron casi inexistentes hasta la elección en 1810 de Ramón Power y Giralt a las Cortes españolas, la mayoría de ellas definidas dentro del marco de la lealtad a España como poder metropolitano (y así subordinado al mandato español sobre Puerto Rico), y muchos de ellos fueron rápidamente suprimidos por el gobierno español, que temía una escalada del sentimiento nacional que, en otros países, condujo a los movimientos de independencia de Latinoamérica.
Aunque las semillas de la represión proactiva gubernamental contra el movimiento de independencia de Puerto Rico había sido plantada antes del Grito de Lares, y sus secuelas solo garantizaban el surgimiento del autonomismo como una alternativa política en la isla, el nivel de desarrollo cultural y social de una conciencia colectiva puertorriqueña fue casi una consecuencia directa del evento. En pocas palabras, si hay algún sentimiento nacionalista en Puerto Rico actualmente, casi todo se remonta a Betances y su trabajo político.
Betances es considerado un pionero del liberalismo puertorriqueño. Sus ideas resultaron de su exposición al republicanismo y el activismo social en Francia durante la parte media del siglo XIX. Estas ideas, consideradas subversivas en el Puerto Rico rigurosamente restringido de la época, tuvo sin embargo un considerable impacto en la historia política y social de la nación isleña. Solo sus ideas sobre las relaciones de raza tuvieron un gran impacto en la economía y la composición social de la isla.

#### En las Antillas Mayores
Los eventos políticos en Puerto Rico y Cuba entre finales de 1860 y 1898 forzaron una liberalización de la política española hacia ambos territorios, y Betances estuvo directamente involicrado como protagonista en ambas circunstancias. Cómo firme creyente del "Antillanismo" (la mejora común y unidad de los países que formaban las Antillas Mayores) Betances era también un firme partidario de la soberanía de la República Dominicana y Haití. Un historiador dominicano y líder político, Manuel Rodríguez Objío, comparó el trabajo revolucionario de Betances al llevado a cabo por Tadeusz Kosciuszko por Polonia, Lituania y los Estados Unidos de América. Paul Estrade, biógrafo francés de Betances, lo compara con Simón Bolívar, Antonio José de Sucre, Bernardo O'Higgins y José de San Martín.
José Martí consideró a Betances uno de sus "maestros", o fuentes de inspiración política, y su trabajo diplomático y de inteligencia en Francia en nombre de la junta revolucionaria cubana ayudó en gran medida la causa, antes de ser directamente influenciada por la intervención del Gen. Valeriano Weyler como gobernador y comandante de las fuerzas españolas en Cuba, y por el incidente del Maine posteriormente.
Paul Estrade, biógrafo francés de Betances, evalúa su legado como antillano así: "Las Antillas desarrollan ideas políticas, sociales, científicas que han cambiado el mundo y que Europa ha usado. No todo viene de allá. Betances es la máxima expresión de esta realidad"

### Médico

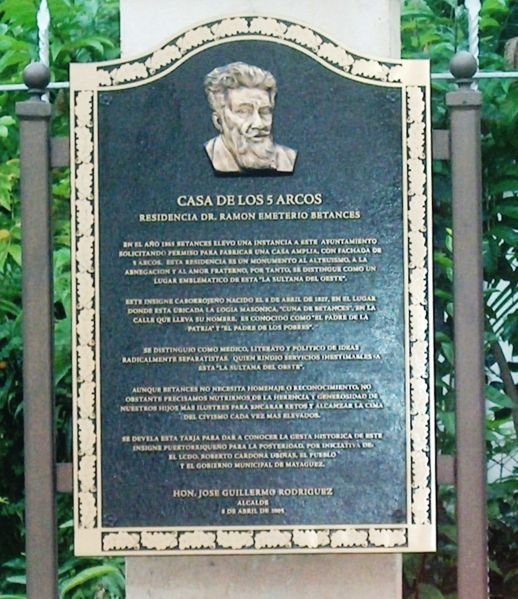
Placa en honor a Betances al frente de su casa en Mayagüez, 2007

Betances escribió dos libros y varios tratados médicos mientras vivía en Francia. Su tesis doctoral, Las causas del aborto examina varias causas posibles para la muerte espontánea de un feto y/o de su madre, más tarde se utilizó como libro de texto de ginecología en algunas universidades europeas. De acuerdo con al menos un médico que lo examinó en 1988, su intento de explicar la teoría detrás de las contracciones espontáneas que dan lugar al parto no eran muy diferentes de las teorías de hoy en día sobre la materia.
Las experiencias de Betances controlando la epidemia de cólera de Mayagüez dieron lugar a otro libro, El Cólera: Historia, Medidas Profilácticas, Síntomas y Tratamiento, el cual escribió y publicó en París en 1884 y expandió en 1890. El libro fue utilizado más tarde como un libro de texto de la salud pública para hacer frente a epidemias de cólera similares en América Latina.
Betances también escribió varios artículos médicos mientras vivía en Francia. Uno de los artículos examina la elefantiasis; otro se ocupa de la castración quirúrgica, llamada orquiectomía en ese tiempo. Ambos libros estuvieron también basados en su experiencia personal: hay evidencia de una cirugía que efectuó en Mayagüez a un oficial del gobierno español con una lesión de elefantiasis del escroto del tamaño de una toronja cuyos costos fueron pagados por el gobierno local; otro paciente al que operó tenía una lesión que pesaba 11.8kg También escribió un artículo sobre obstrucciones de uretra en varones (ver arriba).

### Literario
Betances también fue uno de los primeros "escritores en el exilio" puertorriqueños. En 1851, un grupo pequeño de estudiantes universitarios puertorriqueños en Europa formaron la "Sociedad Recolectora de Documentos Históricos de la Isla de San Juan Bautista de Puerto Rico", una sociedad que intentó investigar y catalogar documentos históricos sobre Puerto Rico desde fuentes gubernamentales de primera mano. Betances se convirtió en el investigador de la Sociedad en Francia. El resultado de la investigación de la Sociedad fue publicado en un libro de 1854, para el cual contribuyó Betances. Inspirado por Alejandro Tapia y Rivera, el organizador de la Sociedad, quien había escrito una novela inspirada en temas indígenas de Puerto Rico mientras estudiaba en Madrid, Betances escribe su novela: "Les Deux Indiens: Épisode de la conquéte de Borinquen" (Los Dos Indios: un episodio de la conquista de Borinquen), y la publica en Toulouse en 1853, con una segunda edición publicada en 1857 bajo el seudónimo "Louis Raymond". Esta novela sería la primera de muchos trabajos literarios de Betances (la mayoría de los cuales fueron escritos en francés), y es notable por su alabanza indirecta de la nacionalidad puertorriqueña la cual, él sugiere, estaba desarrollada ya en el Puerto Rico precolombino. Este tipo de "literatura indigenista" se convertiría en algo común en Latinoamérica en años posteriores. También escribió poesía en francés y español para revistas literarias en París, principalmente inspirada por Alphonse de Lamartine y Víctor Hugo.

#### Trabajos importantes
- Toussaint Louverture, Les Deux Indiéns (1852)
- Un premio de Luis XIV (1853)
- Las cortesanas en París (1853)
- La Vierge de Borinquén (1859)
- La botijuela (a.k.a. Aulularia, traducción del original en latín de Plauto, 1863)
- El Partido Liberal, su progreso y porvenir (traducción del original en francés de Eduardo Laboulaye, 1869)
- Washington Haitiano (ensayo sobre Alexandre Pétion, 1871)
- Los viajes de Scaldado (1890)

Betances también escribió uno de los dos prólogos del libro "Les détracteurs de la race noire et de la République d'Haiti" (Los detractores de la raza negra y la República de Haití, 1882)